# Knock on Wood (album Amii Stewart)
Knock on Wood è un album della cantante statunitense Amii Stewart, pubblicato dall'etichetta discografica Hansa, distribuita dalla Ariola, nel febbraio 1979 ed arrivato in terza posizione in Svezia.
Contiene tra l'altro il brano omonimo, pubblicato poco prima su 45 giri, che ha raggiunto la Top Ten dei più venduti in numerosi paesi.

## Tracce

### Lato A
1. Knock on Wood
2. You Really Touched My Heart
3. Light My Fire/137 Disco Heaven

### Lato B
1. Bring It on Back to Me
2. Closest Thing to Heaven
3. Am I Losing You
4. Get Your Love Back
5. Only a Child in Your Eyes